# آیزاک سینکلیر
آیزاک سینکلیر (انگلیسی: Isaac Sinclair؛ زادهٔ ۱ ژانویهٔ ۱۹۸۰) عطرساز نیوزلندی متولد اوکلند است. وی هم‌اکنون ساکن برزیل است و به ساخت عطر و اسانس در شرکت سیمرایز می‌پردازد.